# Пальцевка
Пальцевка — деревня в Таврическом районе Омской области. Входит в состав Карповского сельского поселения.

## История
Основана в 1911 году. В 1928 году поселок Пальцевка состоял из 67 хозяйств, основное население — русские. Центр Пальцевского сельсовета Тавричесского района Омского округа Сибирского края.

## Население
| 1926 | 2010 |
| ---- | ---- |
| 359  | ↘191 |